# 生命教育
生命教育是教育学的一个分支。生命教育早期僅屬於家庭教育與社會文化教育的功能，逐漸發展結合成研究心理學、社會學现象並著重於中小學實務的應用學科，中心思想在於以智慧「尊重他者與自己的生命」 。

## 主要内容

### 台灣生命教育内容
- 依民國97年發布的普通高級中學選修科目「生命教育」課程綱要，訂有應培養的八大核心能力：

1. 瞭解生命教育意義、目的與內涵。
2. 認識哲學與人生的根本議題。
3. 探究宗教的緣起並反省宗教與人生的內在關聯性。
4. 思考生死課題，進而省思生死關懷的理念與實踐。
5. 掌握道德的本質，並初步發展道德判斷的能力。
6. 瞭解與反省有關性與婚姻的基本倫理議題。
7. 探討生命倫理與科技倫理的基本議題。
8. 瞭解人格統整與靈性發展的內涵，學習知行合一與靈性發展的途徑。

### 美国中小学生命教育内容
- 死亡教育
- 品格教育
- 挫折教育
- 生计教育

## 其他
香港神託會培敦中學曾因為推行生命教育，而於2010-2011年獲得行政長官卓越教學獎-德育及公民教育。

## 出版物
- 生命教育資源及出版中心 （页面存档备份，存于）
- 生命教育之理論與實踐 林治平:潘正德等/著
- 生命教育理論與教學方案 吳秀碧